# Барле-Хертог
Барле-Хертог (нидерл. Baarle-Hertog, фр. Baerle-Duc) — коммуна в Бельгии, в провинции Антверпен Фламандского региона. По статистическим данным от 1 января 2006 года, население коммуны — 2306 человек. В состав Барле-Хертога входит бельгийская часть посёлка Барле, разделённого между Бельгией и Нидерландами.
Общая площадь — 7,48 км², плотность населения — 308 чел./км².

## Граница сБарле-Нассау
Государственная граница между Барле-Хертог и нидерландской коммуной Барле-Нассау имеет сложную конфигурацию, проходя через кварталы и отдельные дома и разделяя Барле-Хертог на 24 отдельных участка — основное поселение, 20 эксклавов, окружённых территорией Нидерландов и три участка, примыкающих к бельгийской территории. Семь нидерландских эксклавов находятся внутри бельгийской территории (внутри основного поселения и самого большого эксклава).
Такая сложная граница возникла в результате многолетних сделок между правителями Бреды и герцогами Брабанта, связанными с различием законодательств. Граница была закреплена Маастрихтским соглашением 1843 года.
Ситуация, когда отдельные дома оказываются перерезаны государственной границей, возникла, когда по нидерландским законам рестораны должны были закрываться рано. Тогда хозяева ресторанов стали размещаться на границе, во время «закрытия» перемещая клиентов на столики на бельгийской стороне.